# (620502) 2004 HP79
(620502) 2004 HP79 est un objet transneptunien de type twotino.

## Caractéristiques
(620502) 2004 HP79 mesure environ 200 km de diamètre.